# Біном Ньютона

Візуалізація розкриття дужок у біномі до 4-го степеня.

Біно́м Ньютона (двочлен Ньютона) — вираз вигляду (a+b)n.
Біном розкладається в суму одночленів, які є добутками деяких степенів його доданків a і b. В шкільній програмі вивчається формула бінома Ньютона із степенями n=2 та 3:
{\displaystyle \ (a+b)^{2}=a^{2}+2ab+b^{2}}
{\displaystyle \ (a+b)^{3}=a^{3}+3a^{2}b+3ab^{2}+b^{3}}
Спробуємо розкласти (a+b)n в многочлен у загальному випадку n. Запишемо його у вигляді добутку, пронумерувавши дужки:
{\displaystyle {\begin{matrix}1&2&\ldots &n\\(a+b)&(a+b)&\ldots &(a+b)\end{matrix}}}
Кожний доданок містить n множників: k множників a і (n-k) множників b, тобто має вигляд akbn-k, де k≤n, k≥0. Кожний такий доданок взаємно однозначно відповідає підмножині номерів дужок, з яких для утворення цього доданка, бралися множники a. Таким чином, доданків {\displaystyle a^{k}b^{n-k}} рівно стільки, скільки таких підмножин. В комбінаториці це число називається числом комбінацій з n по k і позначається {\displaystyle C_{n}^{k}} або {\displaystyle \left({\begin{matrix}n\\k\end{matrix}}\right)}. Отже,
{\displaystyle (a+b)^{n}=\sum _{k=0}^{n}C_{n}^{k}a^{k}b^{n-k}}
Коефіцієнти при {\displaystyle a^{k}b^{n-k}} називаються біноміальними, оскільки записуються в розкладі бінома (a+b)n.
Біноміальні коефіцієнти мають очевидну властивість симетрії:
{\displaystyle C_{n}^{k}=C_{n}^{n-k}}
Розглянемо окремі випадки бінома Ньютона:
- при b=1 маємо :{\displaystyle (a+1)^{n}=\sum _{k=0}^{n}C_{n}^{k}a^{k}},
- при a=b=1 маємо :{\displaystyle (1+1)^{n}=2^{n}=\sum _{k=0}^{n}C_{n}^{k}},
- при a= −1, b=1 маємо :{\displaystyle (-1+1)^{n}=0^{n}=\sum _{k=0}^{n}C_{n}^{k}(-1)^{k}}.

Запишемо біноміальні коефіцієнти для початкових значень n=0, 1, …, 5 у трикутну таблицю (трикутник Паскаля):
{\displaystyle {\begin{matrix}1\\1&1\\1&2&1\\1&3&3&1\\1&4&6&4&1\\1&5&10&10&5&1\\1&6&15&20&15&6&1\end{matrix}}}
З таблиці видно, що кожний елемент, який не є першим у своєму рядку, є сумою елемента над ним і елемента, розташованого над ним і ліворуч:
{\displaystyle C_{n}^{k}=C_{n-1}^{k-1}+C_{n-1}^{k}}.
Доведення цього факту можливе методом математичної індукції.